# 紀子の食卓
『紀子の食卓』（のりこのしょくたく）は、2006年9月23日公開の日本映画。
園子温監督による、自作『自殺サークル』（2001年）のノベライズ『自殺サークル 完全版』が原作で、映画後の世界を舞台とする。正式な続編ではなく、単体の鑑賞を想定している。
構想に時間をかけ、撮影期間は2週間であった。劇中の「廃墟ドットコム」は前作「自殺サークル」時に、園子温が設けた実在の掲示板である。

## ストーリー
家族との関係に違和感を覚えている田舎の平凡な女子高生・島原紀子は、ある日インターネットで『廃墟ドットコム』というサイトの存在を知る。数日後進路のことで父と対立した紀子は、サイトで知り合った「上野駅５４」と名乗る女性を頼って東京への家出を敢行してしまう。上京した紀子は「上野駅５４」ことクミコに会うと、彼女に誘われて『レンタル家族』という虚構の世界で生きていくことに。その半年後、新宿駅のホームで54人の女子高生が横一列に並んで手を繋ぎ、入ってきた電車に飛び込み自殺する事件が発生する。
娘が家出して以来島原家の食卓は会話も減り、紀子の妹・ユカは姉のパソコンの履歴から見つけた『廃墟ドットコム』が、新宿駅の集団自殺と関係していることに気づく。サイトを利用するようになったユカは、ふと「私も姉と同じく失踪したら両親はどうするだろう？」という疑問が湧き架空の話としてノートに書き始める。ユカは、「両親(徹三、妙子)は娘達のパソコンの履歴などから手がかりを探し、“自殺サークル”という存在に気づく」とノートに記す。後日ユカは実際に家出をして上京し、両親は残されたノートの架空話と同じく娘達の手がかりを探す日々を送る。
紀子の失踪から1年後、娘達の失踪と“自殺サークル”にクミコが絡んでいると疑った徹三は、上京して彼女に接触を図るが会社の名刺だけ渡して去られてしまう。後日、クミコが所属する会社が『レンタル家族』という業務を行っていると知った徹三は、娘達を取り戻す計画を立てて知人の池田に協力を依頼。徹三は、自宅によく似た物件を東京で探してそこに自宅から家財道具を運び込み、豊川市の自宅を完璧なまでに再現する。
池田は顔を見られた徹三の代わりに依頼者となって相手の会社に赴き、『レンタル家族』の顔写真入りの演者リストから紀子とユカとクミコを選び、4人で島原家を演じる。紀子とユカは1年近くクミコから洗脳を受け、『レンタル家族』を演じるだけの人形のようになり本来の自分たちを忘れていた。クミコは今回の依頼に徹三が裏で絡んでいると疑い、紀子とユカに「あなたたちの本当の名前はミツコとヨーコで、実の姉妹じゃなく赤の他人」と言い聞かせる。
そして『レンタル家族』当日、徹三が“自宅”のクローゼットに身を潜めたのを確認した池田は、帰宅したクミコたちを迎え入れる。室内に入った紀子とユカは家具を見て一瞬動揺し、数分後池田は食材を買い忘れたことにしてクミコに買いに行かせ、そのすきに徹三を呼び出す。徹三が「お前たちのお父さんだよ」と言って娘達の名前を呼ぶが、紀子は「私の名前はミツコ」と言い張りユカは予期せぬ突然の再会に言葉も出ない。そうこうしている内にクミコが戻ってきてしまい、島原家は修羅場と化す。

## キャスト
下記の名前の欄の「」で書かれた名前は、ウェブサイト『廃墟ドットコム』でのハンドルネーム。

### 島原家（紀子と実の家族）
島原紀子／「ミツコ」
演 - 吹石一恵
高校2年生で17歳。小中高と広報部(及び新聞部)となり高校では編集長を担当。田舎暮らしでの唯一の楽しみは、パソコンを使って『廃墟ドットコム』のサイトで他の街で暮らす同世代の女子たちと繋がること。自身の性格について「おっちょこちょい、意地っ張り、へそ曲がり、ただのガキ」と評している。田舎町での生活や家族との関係に満たされない気持ちに不満を持ち、以前から東京に憧れている。
島原ユカ／「ヨーコ」
演 - 吉高由里子
紀子の1歳年下の妹。紀子と同じ高校の1年生。好きなことは、小説のように空想で物を書くこと。見た目よりちょっと大人びた性格で、気持ちの上で一歩引いた所から周りの人を見ていて冷静に人を分析している。紀子の失踪後から『廃墟ドットコム』を利用し始め、数ヶ月後姉を追って自身も同じく家出をして上京する。
島原徹三
演 - 光石研
紀子の父。ローカルネタを扱う地元の新聞記者兼編集長。保守的な考え方の持ち主で、土地柄もあるが自身の新聞のネタも比較的のんびりとした内容ばかりを扱ったり、「東京は何があるか分からない場所」のイメージを持っている。ユカによると「あまり私達（紀子とユカ）の普段の気持ちや様子を理解していない」と評される。
島原妙子
演 - 宮田早苗
紀子の母。専業主婦で家族4人で豊川市の海沿いの街で暮らしている。家族について紀子によると「一見普通の幸せそうな家族だが、どこかよそよそしい関係」と思われている。趣味は、絵を描くこと。朗らかで優しい性格だったが、相次いで娘2人が家出したことで自分を責め始める。

### 紀子と親しいサイト仲間
クミコ／「上野駅５４」
演 - つぐみ
詳しくは不明だが、サイトの創設者もしくは長期住人。サイト利用者の少女たちに丁寧な助言をする姉御肌なため、自身を含めた紀子のサイト仲間6人のまとめ役となる。
実生活では、人材派遣会社で働く24歳の女性。生まれた直後に上野駅のコインロッカーの54番の中に捨てられた暗い過去がある。
「決壊ダム」
演 - 安藤玉恵
明るくてきっぷの良い性格。『レンタル家族』で疑似家族を演じる後輩たちに、それぞれの役割の重要性について力説する。レンタル家族では、ステージの高い役を担う。
その他のサイト仲間
演 - 「廃人5号」（渡辺奈緒子）、「ろくろっ首」（あべちひろ）、「深夜」（小貫華子）
サイトでは、紀子たちと親しくやり取りをしている。実生活ではクミコや「決壊ダム」と共に『レンタル家族』の仕事をしている。3人とも現役女子高生らしくいつもセーラー服を着ている。

### その他
みかん（あだ名）
演 - 三津谷葉子
紀子の小学校時代の友達。中学卒業後に働きだし職を転々とした後、地元のイメクラ嬢となる。派手な服装といつも元気で少々軽い語り口が特徴。地元で紀子と数年ぶりに再会する。
良
演 - 藤間宇宙
ユカの高校のクラスメイトの男子。ユカと親しくしており、作中で起きた新宿駅の集団自殺の話を交えながら家出した紀子の安否を会話する。
ひげの男
演 - 手塚とおる
『レンタル家族』の依頼者の1人。40代ぐらいの一人暮らしをする男。肩近くまである長めの髪型に無精ひげを生やしている。掃除が苦手で食べ終わったカップ麺や空き缶などのゴミが溢れている。ギャンブル好き。
喫茶店の男
演 - 古屋兎丸
クミコの会社の社員。喫茶店で徹三に、上野駅のコインロッカーから発見された赤ん坊の頃のクミコの話や会社が行う『レンタル家族』について話す。常に自信に満ちた表情と、相手を惑わせるような口調で話す。
池田
演 - 並樹史朗
徹三の知人。東京に滞在中の徹三から失踪した2人の娘を取り戻すことに協力してほしいと相談を受ける。徹三に頼まれて彼の代わりに島原家の父役で『レンタル家族』を利用する。独身。

## スタッフ
- 原作・脚本・監督：園子温
- エグゼクティブプロデューサー：諸橋裕
- プロデューサー：鈴木剛
- 撮影：谷川創平
- 録音：池田知久
- 美術：藤田徹
- 編集：伊藤潤一
- 音楽：長谷川智樹
- 衣裳：横山一美

## 作中の『レンタル家族』について
『レンタル家族』は、クミコが働く人材派遣会社の業務の一つ。依頼者は、レンタルしたい父役や妹役など事前に希望する家族構成や、余命わずかで家族に看取られるなど状況設定を会社に伝えてレンタルする演者を決める。当日は、会社から派遣された演者が、派遣先である玄関先で依頼者と顔を合わせる瞬間から擬似家族の演技が始まり、会話の流れに臨機応変に対応する。
『レンタル家族』は、依頼者と会った時刻から事前に決めた制限時間に演者の時計アラームが鳴ると演技終了で、依頼者が料金を支払う。時間厳守でその場の時間延長はできない。
演者は多様で作中に小学生らしき男児も登場する。『レンタル家族』は“ステージの高い役”と称する、演者が怪我をしたり危険な目に遭う恐れのある役もある。

## 受賞
- カルロヴィヴァリ国際フィルムフェスティバル：特別表彰・FICC賞
- 富川国際ファンタスティック映画祭：観客賞・主演女優賞
- 第28回ヨコハマ映画祭：最優秀新人賞(吉高由里子)

## 関連書籍
- 『シナリオ』2006年11月号 - 本作品のシナリオなど掲載。
- 園子温『自殺サークル 完全版』（河出書房新社）2002年 - 本作品の原作小説。